# André Hermsen
Andréas ("André") Hermsen (Hilversum, 13 maart 1942) is een voormalig Nederlandse waterpolospeler.
André Hermsen nam als waterpoloër deel aan de Olympische Spelen van 1968. Hij eindigde met het Nederlands team op de zevende plaats.
André Hermsen komt uit een waterpolofamilie, zijn broers Henk en Wim Hermsen hebben ook deelgenomen aan de Olympische Spelen.
Bart Bongers · 
Fred van Dorp · 
Loet Geutjes · 
André Hermsen · 
Wim Hermsen · 
Hans Hoogveld · 
Evert Kroon · 
Ad Moolhuijzen · 
Hans Parrel · 
Nico van der Voet · 
Feike de Vries · 
Hans Wouda